# دانيال دالتون (سياسي)
دانيال دالتون (بالإنجليزية: Daniel Dalton)‏ هو سياسي أمريكي، ولد في 8 أغسطس 1949 في الولايات المتحدة. حزبياً، نشط في الحزب الديمقراطي. وقد انتخب عضو مجلس ولاية نيوجيرسي.